# 2007 EB26
2007 إي بي 26 (ويعرف أيضًا باسم 2007 إي بي 26 وفق تسمية الكوكب الصغير) (بالإنجليزية: 2007 EB26)‏ هو كويكب ضمن حزام الكويكبات؛ وترتيبه 459883 من حيث الاكتشاف.
اكتُشف هذا الجُرم الفلكي بواسطة ماسح جبل ليمون ‏ في 2007.

## وصلات خارجية
- 2007 EB26 في قاعدة بيانات مختبر الدفع النفاث لأجرام النظام الشمسي الصغيرة

- الاكتشاف · مخطط المدار ·  العناصر المدارية · المعلمات المادية

- 2007 EB26 على موقع ويكي سكاي: DSS2, SDSS, GALEX, IRAS, Hydrogen α, X-Ray, Astrophoto, Sky Map, Articles and images